# François-Théodore de Lapelin
François-Théodore de Lapelin (Buxières-sous-Montaigut, 11 décembre 1812-Paris, 12 janvier 1888) est un officier de marine français.

## Biographie
Fils d'un ancien officier des gardes du corps du roi, il entre dans la Marine par le concours direct et est reçu major à Brest en octobre 1829. Aspirant de 1re classe (juillet 1831), il sert sur l' Herminie à la division du Brésil et de La Plata puis passe sur l' Orythie, l' Alerte et la Saône avant d'embarquer en avril 1833 sur l'Agathe en Méditerranée. 
Enseigne de vaisseau (janvier 1834), il navigue en août sur le Cygne en Afrique du Nord puis sur la Surprise au Levant et à la station d'Espagne (décembre 1837). 
En décembre 1840, il sert sur l'Iéna en escadre d'évolutions puis croise en Méditerranée et sur les côtes portugaises. Promu lieutenant de vaisseau (décembre 1841), il est second en janvier 1843 de la Victorieuse sous les ordres de Rigault de Genouilly en mers de Chine et se fait remarquer en commandant les chaloupes durant deux expéditions punitives contre des pirates de Basilan aux Philippines ainsi qu'en 1847 à l'attaque de Tourane. 
Au moment du naufrage de la Victorieuse sur les côtes coréennes, il part chercher du secours à Shanghai avec le grand canot de la Gloire. 
Il revient en France en 1848 et est nommé capitaine de frégate en décembre. Aide de camp du ministre, il commande en janvier 1850 la frégate Galathée puis en janvier 1851 la Brillante à la division du Pacifique. Lors d'une escale à Rio de Janeiro (août), il s'investit dans le secours de la ville alors ravagée par un incendie du grand théâtre. Pour les secours qu'il a apportés au consul de Coquimbo durant les troubles du Chili, il est remercié par le gouvernement britannique. En janvier 1854, il obtient aussi un témoignage de satisfaction pour des travaux d'hydrographie qu'il a réalisés sur les côtes d'Amérique centrale. 
En octobre 1854, il commande le Sané et participe à son bord à la guerre de Crimée et à l'attaque des forts de Sébastopol et de Kinbourn. En 1856, il repart dans le Pacifique comme chef d'état-major de la division des côtes occidentales d'Amérique sur la Persévérante dont il devient commandant en 1857. 
Capitaine de vaisseau (juillet 1857), commandant de l' Impératrice-Eugénie à la division des mers de Chine, il prend part à la campagne de Cochinchine où il est, en particulier, à la tête du corps de débarquement à la prise des lignes de Kin-hoa. 
Gouverneur de la Martinique (avril 1864), il rentre en France en janvier 1867 puis commande en mars l' Armorique et la station de Terre-Neuve. En novembre 1867, il prend le commandement de la division du littoral sud de la France sur le Daim puis sur le Héron (avril 1868). 
Contre-amiral (mai 1869), major général à Rochefort, il devient en juillet 1870 commandant de la division du Pacifique avec pavillon sur la Flore. Durant cette campagne, il bloque les vaisseaux prussiens dans les ports américains tout en continuant des relevés hydrographiques sur les côtes du Chili. Il visite aussi l'île de Pâques dont il ramène plusieurs objets qui sont de nos jours conservés au musée du quai Branly-Jacques Chirac. 
Après un nouveau témoignage de satisfaction en novembre 1872, il est nommé délégué à la conférence internationale de Bruxelles sur la codification des lois de la guerre en juin. Membre de la Commission des phares, il prend sa retraite en décembre 1874.
François-Théodore de Lapelin meurt le 12 janvier 1888 à son domicile dans le 8e arrondissement de Paris

## Récompenses et distinctions
- Chevalier (8 janvier 1845), Officier (11 novembre 1848), Commandeur (22 avril 1861) puis Grand-Officier de la Légion d'honneur (5 mars 1874).